# Vindula dejone

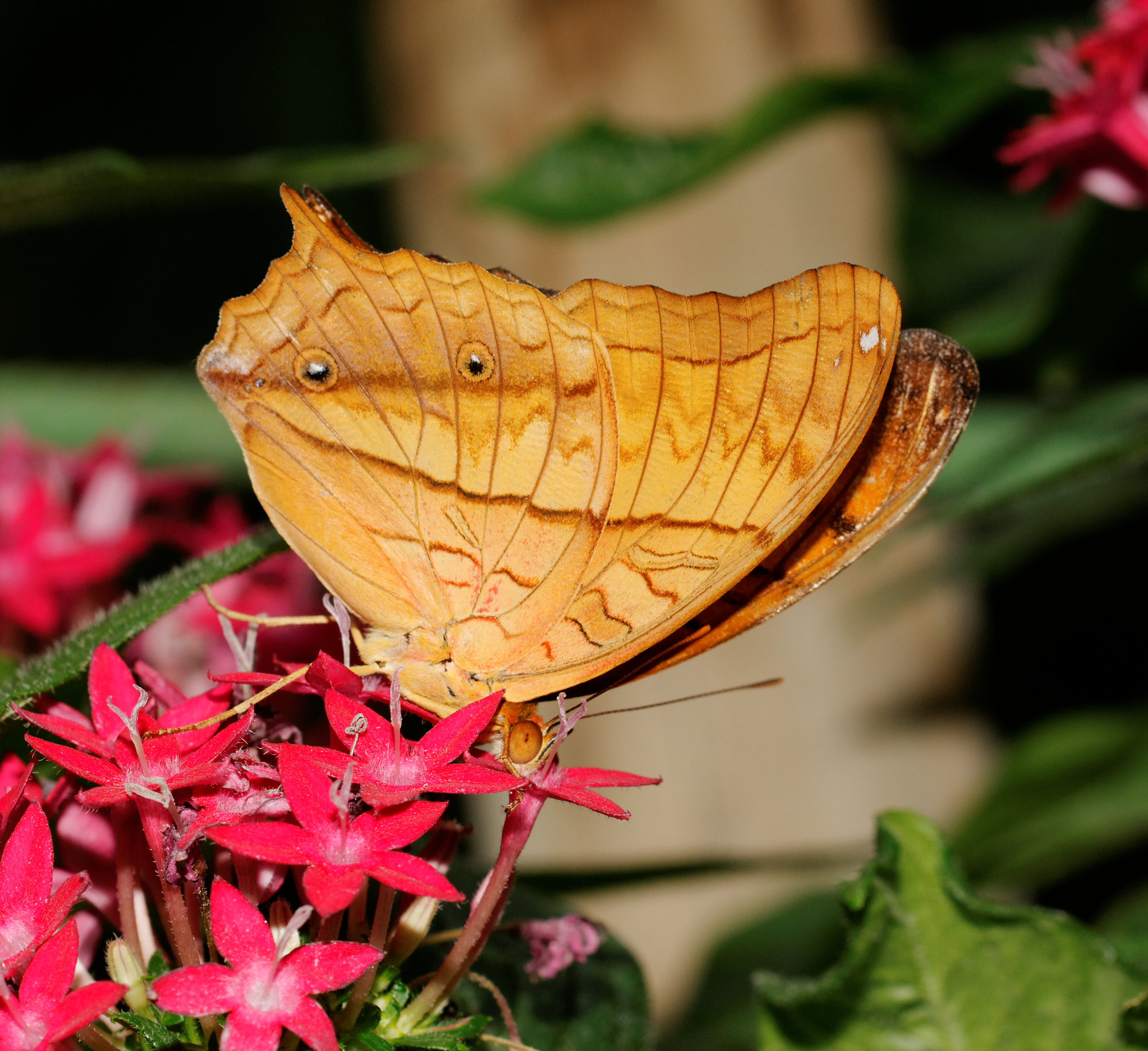
Unterseite Männchen

Vindula dejone ist ein in Südostasien vorkommender Schmetterling (Tagfalter) aus der Familie der Edelfalter (Nymphalidae).

## Merkmale

### Falter
Die Flügelspannweite der Falter beträgt 57 bis 65 Millimeter. Die Art zeichnet sich durch einen deutlichen Sexualdimorphismus aus.

#### Männchen
Bei den Männchen haben die Flügel eine orangegelbe Grundfarbe. Vom bräunlichen Apex der Vorderflügel bis zum Innenrand der Hinterflügel verlaufen zwei nahe beieinander liegende dunkelbraune Linien entlang des Saums. In der Postdiskalregion der Hinterflügel befinden sich zwei kleine schwarze Augenflecke, die dünn gelb umrandet sind. Auf den gelbbraunen Flügelunterseiten scheint das Muster der Oberseite in stark abgeschwächter Form hindurch. Auffällig ist jedoch eine scharf gezeichnete mittig verlaufende dunkelbraune Querlinie. Die Hinterflügel zeigen kurze spitze Schwänzchen.

#### Weibchen
Die Flügel der Weibchen haben eine olivbraune Grundfarbe, wobei die Basalregion auf der Vorderflügeloberseite zumeist leicht bläulich schimmert. Die übrigen Zeichnungselemente ähneln denen der Männchen. Auf den olivbraunen Flügelunterseiten scheint das Muster der Oberseite in stark abgeschwächter Form hindurch. Eine scharf gezeichnete dunkelbraune Querlinie hebt sich mittig deutlich hervor. Die Hinterflügel zeigen kurze spitze Schwänzchen.

### Präimaginalstadien
Die Eier sind fassförmig und gerippt. Sie variieren in der Farbe von strohgelb bis zu einem gesprenkelten Braun.
Ausgewachsene Raupen sind schwärzlich gefärbt und auf jedem Segment mit dorsalen und seitlichen Dornen überzogen. Die Rückenlinie ist hellgrün und leicht unterbrochen. Am Kopf befinden sich zwei tentakelartige Hörner.
Die Puppe ist als Stürzpuppe ausgebildet und hat eine hellbraune Farbe. Sie ähnelt einem vertrockneten, verdrehten, halb zerfallenen Blatt und hat dadurch eine hervorragende Tarnung. Die gewellten Flügelscheiden und ein Höcker ragen auffällig hervor.

### Ähnliche Arten
Die Männchen von Vindula erota sind am Apex der Vorderflügel heller, die Weibchen insgesamt weniger bläulich gefärbt als Vindula dejone.

## Verbreitung, Unterarten und Lebensraum
Vindula dejone kommt in Indonesien, Malaysia, Thailand, Singapur und auf den Philippinen vor. Die Art besiedelt sowohl Wälder, als auch offenes Gelände. In den einzelnen Vorkommensgebieten werden derzeit 21 Unterarten geführt.
- Vindula dejone dejone (Erichson, 1834)
- Vindula dejone celebensis (Butler, 1874)
- Vindula dejone erotella (Butler, 1879)
- Vindula dejone erotoides (de Nicéville, 1896)
- Vindula dejone cycnia (de Nicéville, 1897)
- Vindula dejone austrosundana (Fruhstorfer, 1897)
- Vindula dejone obiensis (Rothschild, 1899)
- Vindula dejone javana (Fruhstorfer, 1899)
- Vindula dejone dorokusuna (Fruhstorfer, 1899)
- Vindula dejone satellitica (Fruhstorfer, 1899)
- Vindula dejone buruana (Fruhstorfer, 1902)
- Vindula dejone dajakorum (Fruhstorfer, 1906)
- Vindula dejone natunensis (Fruhstorfer, 1906)
- Vindula dejone dioneia (Fruhstorfer, 1912)
- Vindula dejone kabiana (Fruhstorfer, 1912)
- Vindula dejone bagrada (Fruhstorfer, 1912)
- Vindula dejone tiomana (Pendlebury, 1933)
- Vindula dejone rafflesi Pendlebury, 1939
- Vindula dejone amboensis Nieuwenhuis, 1962
- Vindula dejone susanoo Tsukada, 1985
- Vindula dejone bushi Tsukada, 1985

## Lebensweise
Die Falter fliegen das ganze Jahr hindurch in mehreren Generationen. Am zahlreichsten treten sie zwischen Februar und Mai auf. Sie saugen gerne an Blüten, beispielsweise an Wandelröschen (Lantana) sowie gelegentlich an feuchten Erdstellen, um Flüssigkeit und Mineralstoffe aufzunehmen. Die Raupen ernähren sich bevorzugt von den Blättern von Passionsblumen- (Passiflora) oder Adenia-Arten.